# Nemti (isten)
Nemti (nevének korábbi olvasata: Anti) ókori egyiptomi isten. Kultuszközpontja a felső-egyiptomi Per-Nemti (Antaeopolisz). A görög neve Antaeusz, de nem áll kapcsolatban a görög mitológiabeli Antaeusszal.
Kultuszára már a II. dinasztia idejéből van adat, ekkor már voltak papjai. Eredetileg úgy tűnik, a Badari körüli ősi terület (Hórusz-kultuszközpont) védnöke volt. Információhiány miatt eredeti funkciója nem teljesen ismert, lehetséges, hogy csak Hórusz egy aspektusának a neve volt. Egy idő után a révészek istenévé vált, és rendszerint hajón álló sólyomként ábrázolták, utalásként a szintén sólyom formában ábrázolt Hóruszra. A révészek isteneként neve Nemti lett, aminek jelentése: „ő, aki utazik”. Innen jön kultuszközpontja, Per-Nemti neve: Nemti háza vagy birtoka.
Nemti megjelenik Hórusz és Széth történetében, ami annak a metaforája, ahogy a Hórusz jelképezte Felső-Egyiptom meghódítja a Széth jelképezte Alsó-Egyiptomot az óbirodalom kezdetén. Ebben a mesében Széthnek a hatalom megszerzésére tett egyik kísérlete, hogy összegyűlik az istenekkel, és egyszerű, jó érvekkel meggyőzi mindegyiküket (a későbbi változatokban Thot kivételével). Félt, hogy Ízisz mágiával beavatkozik, ezért egy szigeten tartja az összejövetelt, és arra utasítja Nemtit, hogy ne szállítsanak át senkit, aki Íziszre hasonlít. Ízisz öregasszonynak álcázza magát, és Nemti átviszi őt, miután fizetett neki egy aranygyűrűt. A tanácskozás megszakadt Ízisz varázslata miatt. Nemtit megbüntetik a hibájáért, mégpedig lábujjai levágásával. Ez a büntetés szigorúbb, mint látszik, mert így sólyomként már nem képes gubbasztani, és így nem képes arra, hogy hajón lakjon.

## Lásd még
- Aken (isten)